# 尾張広域緑道
尾張広域緑道（おわりこういきりょくどう）は、愛知県尾張地方にある愛知県営の都市公園（緑道）。犬山市、丹羽郡扶桑町、大口町、小牧市、春日井市の3市2町に跨り、通勤、通学、散策、遊戯とともに、サイクリング、ウォーキング、ランニングなどに利用されている。

## 概要
1987年（昭和62年）から「昭和天皇在位60年記念事業」の一環として整備が進められ、名古屋市上水道の導水管敷地を利用して作られた。愛知県北部の庄内川畔（春日井市松河戸町）から木曽川畔（犬山市）までを結ぶ約19.5キロメートル、約28.2ヘクタールに渡って整備されている。中間地点の小牧市には「フレッシュパーク」という多目的公園がある。
通勤、通学、散策、遊戯とともに、サイクリング、ウォーキング、ランニングなど健康づくり、体力づくりに利用できるほか、災害時には避難路としても役立つ。
緑地帯はクスノキ、トウカエデ、クロガネモチ、ヤマモモなどの高木類、アジサイ、サツキ、クチナシなどの低木類が中心。フジ棚や芝生を設ける一方、フィールドアスレチック風の遊具や休憩用の四阿も設置されている。
なおこの施設はいわゆる大規模自転車道には該当せず、所管する愛知県では「公園」と位置づけている。緑道を管理、巡回する軽自動車以外の自動車の乗り入れは禁止されており、通れるのは人と自転車だけである。途中の春日井市上田楽町の歩道橋「うるおい橋」付近は元々は通り抜けができていたが歩道橋設置工事時に道路が無くなった。

## 沿革
- 1987年（昭和62年） - 整備開始[3]。
- 1989年（平成元年） - 春日井市と小牧市の6ヶ所（春日井市上田楽町、小牧市下末、上末、小松寺、久保一色、田県町）計約2.5キロメートルが完成[3]。
- 1992年（平成4年） - 約8キロメートル分約15.5ヘクタールが完成[4]。7月6日、拠点施設のフレッシュパークが供用開始[4]。
- 2019年（令和元年） - 犬山市の2キロ区間が完成[5]。
- 2021年（令和3年） - 途中区間の春日井市立鷹来中学校の西側区間の導水管完成、小牧市久保本町の未舗装区間の緑道が新設。2025年現在はパナソニックエコシステムズ前の区間の導水管工事中。

## 施設
- 遊歩道 - 幅員3.0 - 3.5m
- 自転車道 - 幅員2.0 - 2.5m
- フレッシュパーク（小牧市本庄） - 尾張広域緑道の拠点施設。約2.4ヘクタールの敷地に、多目的広場やディスクゴルフコース、ジョギングコースといった無料施設、トレーニング施設、全天候型多目的運動場、展望台などがある。
- ジャンピング噴水（扶桑町高雄） - 水がジャンプしながら飛び交う噴水。稼働するのは夏場のみ。第12回都市公園等コンクール建設次官賞受賞。
- ふみふみロード（犬山市上坂町） - 大小さまざまな石が配置されており、足裏マッサージができる。

## 事故

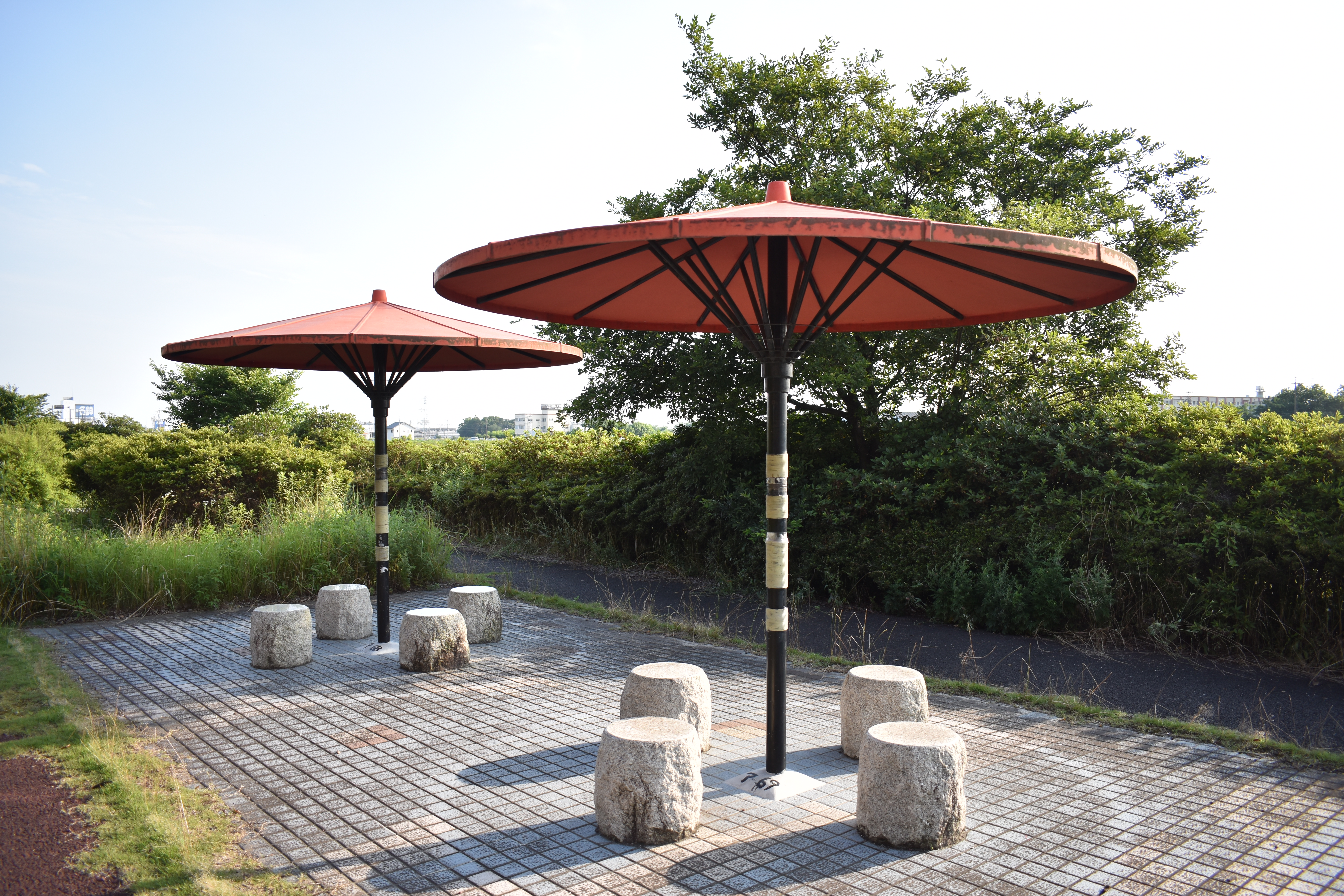
四阿（扶桑町高雄）

2019年（平成31年）4月3日、扶桑町高雄に設置されていた休憩用の四阿が倒壊する事故が発生した。屋根とベンチを支えていた柱が折れ、ベンチに座っていた70代の女性が足をはさまれて右足首など3ヶ所を骨折した。柱は鉄製で長さ約3メートル。あずまやは1993年（平成5年）に設置された。緑道の指定管理者が3月に集中点検を実施した際には、異常は見つからなかったという。県公園緑地課は、柱の根元部分の腐食が原因とみている。
2020年（令和2年）7月6日、犬山警察署と愛知県警察捜査一課は、業務上過失傷害の疑いで管理事務所の所長と主査、嘱託員の3人を名古屋地方検察庁一宮支部に書類送検した。所長と主査は公益財団法人「県都市整備協会」の職員。30日、名古屋地検一宮支部は男性職員3人を不起訴とした。理由は明らかにしなかった。

## 交通アクセス
フレッシュパーク
- 東名高速道路・名神高速道路「小牧IC」から約15分
- 名古屋高速11号小牧線「小牧北出入口」から約15分

## 沿線周辺

### 犬山・扶桑エリア
犬山市木曽川南 - 扶桑町国道41号高架（3.8km）
- 有楽苑
- 犬山城
- 犬山市立犬山中学校
- 犬山市立犬山西小学校

### 大口・小牧北エリア
扶桑町国道41号高架 - 小牧市国道155号（7.0km）
- 五条川の桜
- 名鉄自動車専門学校
- 青塚古墳
- 愛知県立小牧特別支援学校
- 田縣神社
- 小牧市立味岡中学校
- フレッシュパーク

### 小牧南・春日井北エリア
小牧市国道155号 - 春日井市鳥居松沈殿池（4.9km）
- 春日井市立鷹来中学校
- パナソニックエコシステムズ
- 春日井市総合体育館
- 春日井市立柏原中学校
- 春日井市立大手小学校

### 春日井南エリア
春日井市鳥居松沈殿池 - 庄内川北（3.8km）
- 愛知県立春日井高等学校
- イオン春日井店
- 春日井市立小野小学校